# Nomina sacra

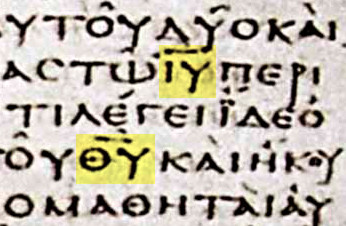
Due nomina sacra, Ι̅Υ̅ (Ἰησοῦ, Gesù) e Θ̅Υ̅ (Θεοῦ, Dio), nel testo di Giovanni 1:35–37 nel Codex Vaticanus

Nomina sacra (al singolare: nomen sacrum), espressione latina che significa "nomi sacri", è un termine tecnico della paleografia che viene utilizzato per indicare una serie di nomi e titoli che nei manoscritti greci delle sacre scritture venivano scritti solitamente facendo ricorso ad abbreviazioni. L'espressione "nomina sacra" per designare il fenomeno si è diffusa in seguito alla pubblicazione del libro omonimo da parte del medievista tedesco Ludwig Traube. 
Il libro di Bruce Metzger Manuscripts of the Greek Bible riporta 15 espressioni abbreviate presenti nei papiri greci: i corrispondenti greci delle parole "Dio", "Signore", "Gesù", "Cristo", "Figlio", "Spirito", "Davide", "croce", "Maria", "Padre", "Israele", "Redentore", "Uomo", "Gerusalemme" e "Paradiso". Le abbreviazioni venivano scritte con una linea sovrascritta.
Ci sono delle dispute in merito alla natura dei nomina sacra, se servivano solo come “scorciatoia” nella scrittura o se le parole sovralineate servissero a indicare il loro carattere sacro.
A partire dal III secolo i nomina sacra presenti nelle iscrizioni cristiane vengono talvolta abbreviati tramite delle contrazioni grammaticali, il che porta a delle sequenze di lettere greche come IH (iota-eta), IC (iota-sigma) o IHC (iota-eta-sigma) per Gesù (greco Iēsous) e XC (chi-sigma), XP (chi-ro) e XPC (chi-rho-sigma) per Cristo (greco Christos). La "C" è la forma lunata della lettera greca sigma; sigma viene anche trascritto nell'alfabeto latino tramite la pronuncia e quindi può risultare IHS e XPS.
Questa tradizione fu importata anche nei manoscritti in cirillico. Vedere titlo per i particolari.

## Forme
Due forme esistevano dei nomina sacra. Nella forma "contratta", si scriveva la prima lettera e l'ultima, ciò che permetteva di indicare anche il caso grammaticale, come ΙΣ per Ἰησοῦς "Gesù" (nominativo), ΙY per Ἰησοῦ (genitivo o vocativo), ΙN per Ἰησοῦν (accusativo). Un'altra forma, quella "sospesa", testimoniata intorno all'anno 100 dalla Lettera di Barnaba, è quella di indicare invece le prime lettere, come ΙΗ per Ἰησοῦ(ς/ν).
Christopher M. Tuckett riconosce che è più probabile che la forma contratta dei nomina sacra (per esempio ΙΣ), che predomina nei manoscritti più tardivi, sia posteriore a quella sospesa (per esempio ΙΗ), che appare invece in alcuni dei primi manoscritti.
La forma contratta aveva il vantaggio di distinguere i casi grammaticali del nome, per esempio ΙΣ (nominativo), ma ΙΥ (genitivo).

## I primi
In appoggio alla sua ipotesi che negli originali testi neotestamentari, pur scritti in greco, poté apparire in caratteri ebraici il tetragramma biblico יהוה, rimpiazzato a partire dalla fine del I secolo con κύριος e θεός (per cui non ne rimane traccia nei manoscritti esistenti), George Howard propose che questi due vocaboli greci, scritti come ΚΣ e ΘΣ, fossero i primi nomina sacra.
L'opinione maggioritaria è invece che la forma "sospesa" sia certamente quella iniziale. Questo lo affermano Michael J. Kruger e gli altri studiosi da lui citati. Larry W. Hurtado concorda.
Secondo quanto afferma Colin Roberts, con il quale Hurtado si dichiara d'accordo, il primo nomen sacrum fu quello che rappresenta il nome Ἰησοῦς (Gesù). Anche Tomas Bokedal dice che il primo fu quello di Ἰησοῦς (inizialmente nella forma ΙΗ), presto seguito da quello di Χριστός e poi da Κύριος e Θεός.

## Invenzione cristiana?
Generalmente si suppone che la presenza di nomina sacra in un manoscritto indichi che lo scrisse uno scriba cristiano. Essi però si trovano anche in qualche manoscritto che forse è opera di giudei. Inoltre, in alcuni pochi manoscritti forse cristiani i nomi che potevano essere messi nella forma di nomina sacra sono invece scritti per intero.
Nei testi cristiani l'uso dei nomina sacra non è limitato a quelli biblici canonici. I nomina sacra si trovano già nel II secolo anche in iscrizioni sepolcrali nella Licaonia.

## Lista deiNomina Sacragreci
| Significato in italiano | Parola greca | Nominativo (Soggetto) | Genitivo (Possessivo) |
| ----------------------- | ------------ | --------------------- | --------------------- |
| Dio                     | Θεος         | ΘΣ                    | ΘΥ                    |
| Signore                 | Κυριος       | ΚΣ                    | ΚΥ                    |
| Gesù                    | Ιησους       | ΙΣ                    | ΙΥ                    |
| Cristo                  | Χριστος      | ΧΣ                    | ΧΥ                    |
| Figlio                  | Υιος         | ΥΣ                    | Υ                     |
| Spirito                 | Πνευμα       | ΠΝΑ                   | ΠΝΣ                   |
| Davide                  | Δαυειδ       | ΔΑΔ                   |                       |
| Croce                   | Σταυρος      | ΣΤΣ                   | ΣΤΥ                   |
| Madre                   | Μητηρ        | ΜΗΡ                   | ΜΗΣ                   |
| Padre                   | Πατηρ        | ΠΗΡ                   | ΠΡΣ                   |
| Israele                 | Ισραηλ       | ΙΗΛ                   |                       |
| Redentore               | Σωτηρ        | ΣΗΡ                   | ΣΡΣ                   |
| Uomo                    | Ανθρωπος     | ΑΝΟΣ                  | ΑΝΟΥ                  |
| Gerusalemme             | Ιερουσαλημ   | ΙΛΗΜ                  |                       |
| Paradiso                | Ουρανος      | ΟΥΝΟΣ                 | ΟΥΝΟΥ                 |

## Lista dei manoscritti greci del Nuovo Testamento che contengonoNomina Sacra
Tutti i Nomina Sacra e le datazioni dei manoscritti vengono da Text of the Earliest New Testament Greek manuscripts - Philip Comfort and David Barett (1999).
| Manoscritto greco                                                             | Datazione del manoscritto | Nomina Sacra usati |
| ----------------------------------------------------------------------------- | ------------------------- | --- |
| {\displaystyle {\mathfrak {p}}}1 (P. Oxy. 2)                                  | 250                       | ΙΥ ΙΣ ΧΥ ΚΥ ΠΝΣ |
| {\displaystyle {\mathfrak {p}}}4 (Suppl. Gr. 1120)                            | 66 - 175                  | ΘΣ ΘΥ ΚΥ ΚΣ ΠΝΙ ΠΝΟΣ ΠΝΑ ΧΣ ΙΥ ΙΣ |
| {\displaystyle {\mathfrak {p}}}5 (P. Oxy. 208 + 1781)                         | 200                       | ΙΗΝ ΙΗΣ ΠΡ ΠΡΑ ΠΡΣ ΘΥ |
| {\displaystyle {\mathfrak {p}}}9 (P. Oxy. 402)                                | 200 - 300                 | ΘΣ ΧΡΣ |
| {\displaystyle {\mathfrak {p}}}12 (P. Amherst. 3b)                            | 250 - 300                 | ΘΣ |
| {\displaystyle {\mathfrak {p}}}13 (P. Oxy. 657 + PSI 1292)                    | 225 - 250                 | ΘΣ ΘΝ ΘΥ ΘΩ ΙΣ ΙΝ ΙΥ ΚΣ ΚΥ |
| {\displaystyle {\mathfrak {p}}}15 (P. Oxy. 1008)                              | 250 - 300                 | ΚΩ ΚΥ ΧΥ ΑΝΩΝ ΑΝΩ ΠΝΑ ΘΝ ΚΜΟΥ |
| {\displaystyle {\mathfrak {p}}}16 (P. Oxy. 1009)                              | 250 - 300                 | ΘΥ ΙΥ ΧΩ |
| {\displaystyle {\mathfrak {p}}}17 (P. Oxy. 1078)                              | 250                       | Θ |
| {\displaystyle {\mathfrak {p}}}18 (P. Oxy. 1079)                              | 250 - 300                 | ΙΗ ΧΡ ΘΩ |
| {\displaystyle {\mathfrak {p}}}20 (P. Oxy. 1171)                              | 250 d.C.                  | ΠΝΣ ΚΝ ΘΥ |
| P22 (P. Oxy. 1228)                                                            | 250 d.C.                  | ΠΣ ΠΝΑ ΠΡΣ ΠΡ ΙΗ ΑΝΟΣ |
| P24 (P. Oxy. 1230)                                                            | 275 d.C. - 300 d.C.       | ΠΝΑ ΘΥ |
| P27 (P. Oxy. 1395)                                                            | 250 d.C.                  | ΘΥ ΚΩ |
| P28 (P. Oxy. 1596)                                                            | 275 d.C. - 300 d.C.       | ΙΣ ΙΝ |
| P29 (P. Oxy. 1597)                                                            | 200 d.C. - 225 d.C.       | ΘΣ ΘΝ |
| P30 (P. Oxy. 1598)                                                            | 200 d.C.                  | ΚΥ ΚΝ ΘΩ ΙΗ |
| P32 (P. Rylands 5)                                                            | 150 d.C. - 200 d.C.       | ΘΥ |
| P35 (PSI 1)                                                                   | 200 d.C. - 300 d.C.       | ΚΣ ΚΥ |
| P37 (P. Mich. Inv. 1570)                                                      | 250 d.C.                  | ΚΕ ΙΗΣ ΠΝΑ ΙΗΣΥ |
| P38 (P. Mich. Inv. 1571)                                                      | 175 d.C. - 225 d.C.       | ΧΡΝ ΠΝΑ ΚΥ ΙΗΝ ΙΗΥ ΠΝΤΑ |
| P39 (P. Oxy. 1780)                                                            | 200 d.C. - 250 d.C.       | ΠΗΡ ΠΡΑ ΙΗΣ |
| P40 (P. Heldelberg G. 645)                                                    | 200 d.C. - 300 d.C.       | ΘΣ ΘΥ ΘΝ ΙΥ ΧΩ ΧΥ |
| {\displaystyle {\mathfrak {p}}}45 (P. Chester Beatty I)                       | 200                       | ΚΕ ΚΣ ΚΝ ΚΥ ΣΡΝΑΙ Η ΙΥ ΙΗΣ ΠΡ ΠΡΣ ΠΡΑ ΠΡΙ ΘΥ ΘΝ ΘΩ ΘΣ ΠΝΙ ΠΝΣ ΠΝΑ ΥΝ ΥΕ ΥΣ ΥΩ ΣΡΝ ΧΡ |
| {\displaystyle {\mathfrak {p}}}46 (P. Chester Beatty II + P. Mich. Inv. 6238) | 80 - 150                  | ΚΕ ΚΝ ΚΥ ΚΩ ΚΣ ΧΡΩ ΧΡΥ ΧΡΝ ΧΝ ΧΣ ΧΩ ΧΥ ΧΡΣ ΙΗΥ ΙΗΝ ΙΗΣ ΘΩ ΘΥ ΘΝ ΘΣ ΠΝΑ ΠΝΙ ΠΝΣ ΥΙΥ ΙΝ ΥΙΣ ΥΝ ΣΤΡΕΣ ΤΡΝ ΣΤΡΩ ΣΤΡΟΣ ΤΡΟΥ ΕΣΤΡΟΝ ΕΣΤΡΑΙ ΕΣΤΑΝ ΣΤΟΥ ΑΙΜΑ ΝΟΥ ΑΝΟΝ ΑΝΟΣ ΑΝΩΝ ΑΝΟΙΣ ΠΡΙ ΠΗΡ ΠΡΑ ΠΡΣ ΙΥ |
| P47 (P. Cheaster Beatty III)                                                  | 250 d.C. - 300 d.C.       | ΘΥ ΘΣ ΘΝ ΘΩ ΑΘΝ ΚΣ ΚΕ ΚΥ ΕΣΤΡΩ ΠΝΑ ΧΥ ΠΡΣ |
| P48 (PSI 1165)                                                                | 200 d.C. - 300 d.C.       | ΥΣ |
| P49 (P. Yale 415 + 531)                                                       | 250 d.C.                  | ΚΩ ΘΥ ΘΣ ΙΥ ΠΝ ΧΣ ΧΥ ΧΩ |
| P50 (P. Yal 1543)                                                             | 275 d.C. - 300 d.C.       | ΙΛΗΜ ΠΝΑ ΝΟΣ ΘΣ ΘΥ |
| P53 (P. Mich. inv. 6652                                                       | 260 d.C.                  | ΠΡΣ ΙΗΣ ΠΕΡ ΚΝ |
| P64 (Gr. 17)                                                                  | 66 d.C. - 175 d.C.        | ΙΣ |
| P65 (PSI XIV 1373)                                                            | 250 d.C.                  | ΧΥ ΘΣ |
| P66 (P. Bodmer II + Inv. Nr. 4274/4298                                        | 90 d.C. - 130 d.C.        | |
| P69 (P. Oxy. 2383)                                                            | 250 d.C.                  | ΙΗΝ |
| P70 (P. Oxy. 2384 + PSI Inv. CNR 419, 420)                                    | 250 - 300 d.C.            | ΥΝ ΙΣ ΠΗΡ |
| P72 (P. Bodmer VII and VIII)                                                  | 250 - 300e.v.             | ΙΥ ΙΗΥ ΙΗΝ ΧΡΥ ΧΡΝ ΧΡΣ ΧΡΩ ΘΥ ΘΣ ΘΝ ΘΩ ΠΡΣ ΠΑΡ ΠΤΡΑ ΠΡΙ ΠΝΣ ΠΝΑ ΠΝΑΙ ΠΝΙ ΠΝΤΙ ΚΥ ΚΣ ΚΝ ΚΩ ΑΝΟΙ                                                                                                   |
| P75 (P. Bodmer XIV and XV)                                                    | 125 d.C. - 190 d.C.       | |
| P78 (P. Oxy 2684)                                                             | 250 d.C. - 300 d.C.       | ΚΝ ΙΗΝ ΙΗΝ ΧΡΝ |
| P90 (P. Oxy 3523)                                                             | 150 d.C. - 175 d.C.       | ΙΗΣ |
| P91 (P. Mil. Vogl. Inv. 1224 + P. Macquarie Inv. 360)                         | 250 d.C.                  | ΘΥ ΘΣ ΠΡΣ ΧΡΝ ΙΗΝ |
| P92 (P. Narmuthis 69.39a + 69.229a)                                           | 250 d.C. - 275 d.C.       | ΧΡΩ ΚΥ ΘΥ |
| P100 (P. Oxy 4449)                                                            | 275 d.C. - 300 d.C.       | ΚΥ ΚΣ |
| P101 (P. Oxy 4401)                                                            | 200 d.C. - 250 d.C.       | ΥΣ ΠΝΑ ΠΝΙ |
| P106 (P. Oxy 4445)                                                            | 200 d.C. - 250 d.C.       | ΠΝΑ ΠΝΙ ΧΡΣ ΙΗΝ ΙΗΣ |
| P108 (P. Oxy 4447)                                                            | 175 d.C. - 200 d.C.       | ΙΗΣ ΙΗΝ |
| P110                                                                          | 250 d.C. - 300 d.C.       | ΚΣ |
| P111 (P. Oxy 4495)                                                            | 200 d.C. - 250 d.C.       | ΙΗΥ |
| P113 (P. Oxy 4497)                                                            | 200 d.C. - 300 d.C.       | ΠΝΙ |
| P114 (P. Oxy 4498)                                                            | 250 d.C. - 300 d.C.       | ΘΣ |
| P115 (P. Oxy 4499)                                                            | 225 d.C. - 275 d.C.       | ΙΗΛ ΑΥΤΟΥ ΠΡΣ ΘΩ ΘΥ ΑΝΩΝ ΠΝΑ ΟΥΝΟΥ ΟΥΝΟΝ ΚΥ ΘΝ ΑΝΟΥ ΟΥΝΩ |
| 0162 (P. Oxy 847)                                                             | 275 d.C. - 300 d.C.       | ΙΗΣ ΙΣ ΠΡΣ |
| 0171 (PSI 2.124)                                                              | 275 d.C. - 300 d.C.       | ΚΣ ΙΗΣ |
| 0189 (P. Berlin 11765)                                                        | 175 d.C. - 200 d.C.       | ΑΝΟΣ ΠΝΑ ΚΥ ΚΩ ΙΛΗΜ ΘΩ ΙΣΗΛ |
| 0220 (MS 113)                                                                 | 275 d.C. - 300 d.C.       | ΚΝ ΙΥ ΧΥ ΘΥ |